# Кернен, Вилли
Вильгельм (Вилли) Кернен (нем. Wilhelm "Willy" Kernen; 6 августа 1929, Ла-Шо-де-Фон — 12 ноября 2009, там же) — швейцарский тренер и футболист, игравший на позициях полузащитника и защитника. На протяжении всей своей карьеры выступал за клуб «Ла-Шо-де-Фон». Двукратный чемпион Швейцарии и обладатель шести кубков страны. 
В составе сборной Швейцарии сыграл 41 матч, забил один гол. Участник трёх чемпионатов мира — 1950, 1954 и 1962 годов.

## Клубная карьера
Вилли Кернен воспитанник футбольного клуба «Ла-Шо-де-Фон», в составе которого он впервые сыграл в возрасте 16 лет. Его дебют состоялся 29 апреля 1945 года в матче чемпионата Швейцарии против «Серветта». С 1946 года Кернен играл под руководством играющего тренера Жоржа Соботки.
В сезоне 1947/48 Вилли забил 11 голов в чемпионате, а его команда заняла 4-е место. В том же сезоне «Ла-Шо-де-Фон» впервые дошёл до финала кубка страны, в котором встретился с «Гренхеном». Победитель кубка определился только в третьем матче — после двух ничей «Ла-Шо-де-Фон» разгромил своего оппонента со счётом 4:0. По дублю на свой счёт записали Антенен и Кернен. В марте 1951 года Вилли с командой выиграл свой второй Кубок Швейцарии, обыграв в финале «Локарно» — 3:2. 
В 1954 и 1955 годах «Ла-Шо-де-Фон» сделал дубль — дважды выиграв чемпионат и кубок страны. В составе команды Вилли выступал на протяжении 18 сезонов, сыграв за это время в чемпионате 391 матч и забив 47 голов. После завершения игровой карьеры в 1962 году он возглавил «Ла-Шо-де-Фон» на один сезон, а с 1963 по 1966 год тренировал команду «Ле-Локль».

## Сборная Швейцарии
В июне 1950 года Кернен в составе сборной Швейцарии отправился на чемпионат мира в Бразилию, ранее он сыграл несколько неофициальных матчей, в том числе за вторую сборную. На турнире Вилли был резервным игроком, поэтому не сыграл ни одного матча — его команда заняла только третье место и не смогла выйти в финальную часть чемпионата. 
Дебют Вилли в сборной состоялся 15 октября 1950 года в товарищеском матче против Нидерландов. Свой первый гол он забил 25 апреля 1954 года в матче против сборной ФРГ, отличившись на 86-минуте.
В июне 1954 года на домашнем чемпионате мира Вилли был уже основным защитником сборной. На турнире он сыграл во всех трёх матчах группы — против Италии и Англии, а также с итальянцами в матче плей-офф за выход из группы. В четвертьфинале турнира швейцарцы уступили сборной Австрии со счётом 7:5. 
В сентябре 1959 года в матче с чехословаками он впервые вывел команду в качестве капитана. Последнюю игру за сборную Кернен провёл 20 ноября 1960 года против Бельгии, тем не менее через два года он поехал на чемпионат мира в Чили, став самым возрастным игроком в команде в возрасте 32 лет. Швейцария не смогла выйти из группы, проиграв во всех трёх матчах. За десять лет в сборной Вилли сыграл 44 матча и забил 1 гол.

## Личная жизнь
В возрасте 35 лет стал учителем. В родном городе Ла-Шо-де-Фон на улице Рю-де-ла-Серра 55 у него было кафе под названием «Café Fair-Play».

## Достижения
«Ла-Шо-де-Фон»
- Чемпион Швейцарии: 1953/54, 1954/55
- Обладатель Кубка Швейцарии: 1947/48, 1950/51, 1953/54, 1954/55, 1956/57, 1960/61